# Alexis Sarei
Alexis Sarei CBE (ur. 25 marca 1934, zm. 22 września 2014 na wyspie Buka) – papuaski polityk, duchowny, dyplomata i separatysta, w latach 1975–1976 przywódca (prezydent) separatystycznej Republiki Północnych Salomonów.

## Życiorys
Był początkowo księdzem katolickim. W 1973 został bezpośrednim komisarzem prowincji Północne Salomony (Bougainville). 1 września 1975 stanął na czele Republiki Północnych Salomonów, która jednostronnie zadeklarowała niepodległość. 9 sierpnia 1976 ostatecznie została ona spacyfikowana przez siły niepodległej już Papui-Nowej Gwinei. W latach 1976–1980 i 1984–1987 pełnił funkcję premiera tej prowincji. Pomiędzy 1984 a 1987 był wysokim komisarzem Papui-Nowej Gwinei w Wielkiej Brytanii. Następnie do 2010 zamieszkiwał w Stanach Zjednoczonych. W 2011 zmarła jego żona, a on sam zrezygnował z mandatu parlamentarzysty.
Kawaler Orderu Imperium Brytyjskiego.